# Liechtenstein en los Juegos Olímpicos de Sochi 2014
Liechtenstein estuvo representado en los Juegos Olímpicos de Sochi 2014 por un total de 4 deportistas que compitieron en 2 deportes. Responsable del equipo olímpico fue el Comité Olímpico de Liechtenstein, así como las federaciones deportivas nacionales de cada deporte con participación.
La portadora de la bandera en la ceremonia de apertura fue la esquiadora alpina Tina Weirather. El equipo olímpico de Liechtenstein no obtuvo ninguna medalla en estos Juegos.